# Melanopsichium austroamericanum
Melanopsichium austroamericanum är en svampart som först beskrevs av Speg., och fick sitt nu gällande namn av Günther von Mannagetta und Lërchenau Beck 1894. Melanopsichium austroamericanum ingår i släktet Melanopsichium och familjen Ustilaginaceae.   Inga underarter finns listade i Catalogue of Life.